# Consejo Estatal del Azúcar
El Consejo Estatal del Azúcar (CEA)  es el organismo que administra los ingenios y la producción de azúcar en la República Dominicana bajo la Dirección General de  Bienes Nacionales.

## Historia
La caña de azúcar en República Dominicana fue procedente de las Islas Canarias por Cristóbal Colón. Con la introducción de  la máquina de vapor a mediados del siglo XIX se dio origen a la producción semi-mecanizada, estableciéndose el primer ingenio al finalizar el siglo. El desarrollo de la agroindustria continúa en los albores del siglo XX, con la inyección de capital principalmente alemanas e inglesas.
A mediados del siglo XIX se introdujo la máquina de vapor, dando origen a la producción semi-mecanizada. El primer ingenio propiamente dicho se estableció al finalizar el siglo. El desarrollo de la agroindustria continúa en los albores del siglo XX, bajo el influjo de la inyección de capital foráneo, principalmente de fuentes alemanas e inglesas.
Al final de la década de los años 20, la industria azucarera nacional aparece concentrada en tres grupos: la Familia Vicini (nacional), la Cuban Dominicana y la South Porto Rican Sugar Company, entonces propiedad del Central Romana. Durante los años 1930 a 1961, Rafael L. Trujillo adquirió gran parte de las unidades privadas existentes y  creando tres nuevos ingenios y al final de los años 50 el patrimonio azucarero quedaba integrado por una gran cantidad de ingenios azucareros.
El CEA fue fundado el 19 de agosto del año 1966, mediante la Ley n.º 7, emitido por el presidente Joaquín Balaguer sustituyendo a la antigua Corporación Azucarera Dominicana CAD, con el control de los ingenios Río Haina, Barahona, Consuelo, Ozama, Boca Chica, Porvenir, Santa Fe, Quisqueya, Catarey, Esperanza, Monte Llano y Amistad; así como de las Divisiones, Ganadería y Boyada (CEAGANA) de Transportación de Hato Nuevo y Melazas Dominicanas y la Estación Experimental Duquesa.
Es el Organismo que tiene la finalidad de planificar, dirigir y ejecutar las acciones necesarias para promover y fomentar la producción de caña de azúcar. En el año 1997 en la capitalización de las CORDE, el CEA fue una de las pocas empresas estatales que pudo capitalizarse.
La época de brillo o la llamada “economía de postre” del CEA, fue la década de los 1960 donde la producción de azúcar del CEA representaba aproximadamente el 60% de la producción nacional con el funcionamiento de los 12 ingenios bajo su administración. 

## Escándalos de corrupción
El CEA en sus últimos años se ha encontrado en numerosos escándalos de corrupción, como la venta de terrenos de la institución, y la dotación de títulos de propiedad a varias familias, incluso en ocasiones un mismo terreno era vendido a varias personas a precios por debajo de su valor real, más conocido como ´´precios de vaca muerta´´. 
Luego de varias denuncias el presidente Danilo Medina emitió el decreto 268-16, prohibiendo la venta de terrenos del CEA.  A pesar de dicho Decreto, las ventas irregulares continuaron con un total aproximado de  1,300 expedientes, cerca de 1,500 millones de pesos vendidos entre los años 2016 -2020 y más de 600 millones de pesos recibidos por el CEA.
Uno de los escándalos más recordados fue el asesinato en 2017 de los locutores Leonardo Martínez y Luis Manuel Medina y la secretaria Dayana Isabel García resultó herida de bala, por la venta de 75 tareas en el distrito catastral de Pedro Santana, en San Pedro de Macorís, este hecho provocó la destitución de su director José Joaquín Domínguez Peña.
Entre los terrenos vendidos del CEA se encuentran 168,753.20 metros cuadrados del antiguo ingenio Rio Haina, el Vertedero de Duquesa y se denuncia también de ventas irregularidades en los municipios de Boca Chica y Villa Altagracia.  En el caso de los terrenos del vertedero de Duquesa la empresa Lajun Corporation asegura ser la propietaria de las 1,392 tareas del vertedero, pues argumenta que cuenta con los títulos de los terrenos, por los cuales habría pagado 82 millones de pesos al CEA.

## Actualidad
El Consejo Estatal del Azúcar tiene el control del Ingenio Porvenir, el Laboratorio Genético y la División de Ganadería y Boyada CEAGana y CEAGana– FIV, con el mejoramiento del ganado bovino, la gerencia de Minas y Medio Ambiente, con los puntos de extracción de materiales como caliche, tosca, piedra coralina, arena, cascajo entre otras, para la construcción de carreteras, calles y caminos vecinales.  También con la Dirección Inmobiliaria, regente y protector de todos los terrenos del Consejo Estatal del Azúcar  pertenecientes al Estado Dominicano. Actualmente solo los ingenios Barahona y Porvenir siguen en funcionamiento.
En 2021 el poder ejecutivo traspasó las funciones y propiedades del CEA a Bienes Nacionales.

## Funciones
- Administrar contratos de arrendamiento y supervisar el cumplimiento de las obligaciones asumidas tanto por el Estado como por las empresas arrendatarias.
- Propiciar la producción de Panela y otras formas de diversificación de la Industria de la Caña de Azúcar.
- Velar por el buen uso, manejo y administración de los recursos mineros y forestales propiedad del Consejo Estatal del Azúcar.
- Impactar de manera positiva en la producción de ganado de calidad a través del CEAGANA y el Laboratorio de Biotecnología y de Producción Animal.
- Preservar los terrenos propiedad del consejo Estatal del Azúcar y recuperar los que han sido invadidos por personas o instituciones de forma ilegal.
- Ejecutar acciones que permitan reducir los niveles de pobreza de los residentes en los bateyes, mejorando su salud, educación y alimentación.[8]

## Ingenios desaparecidos
- Rio Haina
- Consuelo
- Ozama
- Boca Chica
- Santa Fe
- Quisqueya
- Montellano
- Amistad
- Esperanza
- Catarey

## Divisiones
- División de Transportación (Hato Nuevo),
- División Experimental Duquesa
- División Ceagana
- Melazas Dominicanas